# Bathyneaera disa
Bathyneaera disa is een tweekleppigensoort uit de familie van de Cuspidariidae. De wetenschappelijke naam van de soort is voor het eerst geldig gepubliceerd in 1989 door Bernard.